# 不記名債券
不記名債券，（英語:Bearer bond），為發行公司或政府沒有把債券所有人姓名登錄在名冊上的債券，持券人只憑息票領取利息。好處是投資者的身份保密，壞處是投資者一旦損毀或失去債券便難以證明其擁有人的身份。